# Li Yuxiang
Li Yuxiang (* 9. Juni 1955) ist ein ehemaliger chinesischer Tischtennisspieler.

## Werdegang
1976 war Li Meister der VR China im Einzel, 1977 im Doppel und 1978 mit der Provinzmannschaft. 1977 nahm er an der Weltmeisterschaft teil. Er spielte in Peking und beim japanischen Club Wakayama Bank Osaka, ehe er 1987 in die deutsche Tischtennis-Bundesliga zum ATSV Saarbrücken wechselte. Bei den Saarländern blieb er bis 1988; in der Saison 1988/89 spielte er im Spitzenpaarkreuz beim Aufsteiger FTG Frankfurt. Später kam er über die Stationen TTC Herbornseelbach (1992/93), DJK Rheintreu Bockum (1994/95), Eintracht Leer (1995–1997), SC Westfalia Kinderhaus (ab 1997) und TTG Weitmar-Munscheid (ab 2001) zum Post SV Hagen. 2000 wurde er mit Lars Hielscher Westdeutscher Meister im Herren-Doppel.
Mehrfach wurde er Seniorenweltmeister: Im Einzel 1996 und 1998 (jeweils Ü40) unter deutscher Flagge und 2006 (Ü50) als US-Amerikaner. 1996 gewann er noch den Doppelwettbewerb (Ü40), 2002 holte er im Einzel Silber.
Li Yuxiang ist Linkshänder und Penholder-Spieler. Er ist verheiratet und hat einen Sohn (* 1985). Heute (2006) betreibt er eine Tischtennisschule in New York.

## Turnierergebnisse
| Verband | Veranstaltung     | Jahr | Ort        | Land | Einzel    | Doppel       | Mixed        | Team |
| ------- | ----------------- | ---- | ---------- | ---- | --------- | ------------ | ------------ | ---- |
| CHN     | Weltmeisterschaft | 1977 | Birmingham | ENG  | letzte 64 | keine Teiln. | keine Teiln. |      |